# Enneapterygius pyramis
Enneapterygius pyramis är en fiskart som beskrevs av Fricke, 1994. Enneapterygius pyramis ingår i släktet Enneapterygius och familjen Tripterygiidae. Inga underarter finns listade i Catalogue of Life.